# Jørgen Jensen (lærer)
Jørgen Jensen (født 20. september 1927, død 22. december 2007) var en dansk lærer og forbundsformand, der fra 1972 til 1984 var formand for Danmarks Lærerforening.
Jørgen Jensen var uddannet lærer fra Frederiksberg Seminarium i 1949 og blev derefter ansat som vikar ved Gentoftes skolevæsen. Efter en periode som tillidsrepræsentant, formand for Gentofte Kommunelærerforening 1959-1963 og medlem af lærerforeningens repræsentantskab blev han valgt ind i forbundets hovedbestyrelse i 1964. I 1969 blev han næstformand, og i 1972 efterfulgte han Stinus Nielsen på formandsposten.
Som nytiltrådt formand kom han til at håndtere et politisk indgreb mod lærerne, da regeringen anført af økonomiminister Per Hækkerup ville øge lærernes arbejdstid med tre timer. Det lykkedes Jørgen Jensen at forhandle det ned til to timer og begrænse varigheden til tre år, ligesom han fik nedsat lektionstiden fra 50 til 45 minutter. Venstre forsøgte senere at løbe fra aftalen, men efter en lobbyindsats og takket være Det Radikale Venstres modstand lykkedes det at forhindre det.
Efter sit virke som formand blev han - som den eneste - æresmedlem af Danmarks Lærerforening.
Han blev dårlig efter en operation i december 2007 og døde kort tid efter indlæggelse 22. december.
Jørgen Jensen var farfar til Herlevs senere borgmester Marco Damgaard.